# S Bahia (S-12) (1973)
O S Bahia (S-12) foi um submarino da Classe Guppy construído em 1973 para a Força de Submarinos da Marinha do Brasil. Deu baixa no serviço ativo em 1993.
O navio serviu a Marinha dos Estados Unidos no período de 1945 a 1973 com o nome de USS Sea Leopard (SS-483).